# Scottish Third Division 2011-2012
La Scottish Third Division 2011-2012 è stata la 18ª edizione del torneo e ha rappresentato la quarta categoria del calcio scozzese.

## Squadre partecipanti
| Squadra            | Città              | Stadio            | Posizione 2010-2011                                               |
| ------------------ | ------------------ | ----------------- | ----------------------------------------------------------------- |
| Alloa Athletic     | Alloa              | Recreation Park   | 9º posto in Scottish Second Division 2010-2011, perdente play-out |
| Annan Athletic     | Annan              | Galabank Stadium  | 4º posto                                                          |
| Berwick Rangers    | Berwick-upon-Tweed | Shielfield Park   | 6º posto                                                          |
| Clyde              | Cumbernauld        | Broadwood Stadium | 10º posto                                                         |
| East Stirlingshire | Falkirk            | Firs Park         | 9º posto                                                          |
| Elgin City         | Elgin              | Borough Briggs    | 7º posto                                                          |
| Montrose           | Montrose           | Links Park        | 8º posto                                                          |
| Peterhead          | Peterhead          | Balmoor Stadium   | 10º posto in Scottish Second Division 2010-2011                   |
| Queen's Park       | Glasgow            | Hampden Park      | 3º posto                                                          |
| Stranraer          | Stranraer          | Stair Park        | 5º posto                                                          |

## Classifica finale
|  | Pos. | Squadra            | Pt | G  | V  | N  | P  | GF | GS | DR  |
|  | ---- | ------------------ | -- | -- | -- | -- | -- | -- | -- | --- |
|  | 1.   | Alloa Athletic     | 73 | 36 | 23 | 8  | 5  | 70 | 39 | +31 |
|  | 2.   | Queen's Park       | 63 | 36 | 19 | 6  | 11 | 70 | 48 | +22 |
|  | 3.   | Stranraer          | 58 | 36 | 17 | 7  | 12 | 77 | 57 | +20 |
|  | 4.   | Elgin City         | 57 | 36 | 16 | 9  | 11 | 68 | 60 | +8  |
|  | 5.   | Peterhead          | 51 | 36 | 15 | 6  | 15 | 51 | 53 | −2  |
|  | 6.   | Annan Athletic     | 49 | 36 | 13 | 10 | 13 | 53 | 53 | 0   |
|  | 7.   | Berwick Rangers    | 48 | 36 | 12 | 12 | 12 | 61 | 58 | +3  |
|  | 8.   | Montrose           | 38 | 36 | 11 | 5  | 20 | 58 | 75 | −17 |
|  | 9.   | Clyde              | 35 | 36 | 8  | 11 | 17 | 35 | 50 | −15 |
|  | 10.  | East Stirlingshire | 24 | 36 | 6  | 6  | 24 | 38 | 88 | −50 |

Legenda:

      Campione di Third Division e promossa in Second Division
      Ammesse ai play-off per la Second Division
Note:

Tre punti a vittoria, uno a pareggio, zero a sconfitta.

## Play-off promozione
Ai play-off partecipano la 2ª, 3ª e 4ª classificata della Third Division (Queen's Park, Stranraer, Elgin City) e la 9ª classificata della Second Division 2011-2012 (Albion Rovers).

### Semifinali
| Squadra 1  | Totale | Squadra 2     | Andata | Ritorno |
| ---------- | ------ | ------------- | ------ | ------- |
| Elgin City | 1 – 2  | Albion Rovers | 1 – 0  | 0 – 2   |
| Stranraer  | 5 – 1  | Queen's Park  | 3 – 1  | 2 – 0   |

### Finale
| Squadra 1 | Totale | Squadra 2     | Andata | Ritorno               |
| --------- | ------ | ------------- | ------ | --------------------- |
| Stranraer | 3 – 3  | Albion Rovers | 2 – 0  | 1 – 3 (dts) (3-5 dcr) |